# Ernst Möller (Fußballspieler)
Ernst Möller (* 19. August 1891 in Kiel; † 6. November 1916 in Hénin-sur-Cojeul, Frankreich) war ein deutscher Fußballspieler, der auch für die Nationalmannschaft aktiv gewesen ist.

## Karriere

### Verein
Möller spielte sechs Jahre lang für Holstein Kiel und wurde 20-jährig – nach zwei Jahren der Zugehörigkeit – mit der Mannschaft Deutscher Meister. Mit seinem in der 52. Minute im Endspiel gegen den Karlsruher FV verwandelten Strafstoß sicherte er seiner Mannschaft den bis heute einzigen Titel.
Möller galt als der beste linke Außenstürmer Deutschlands vor dem Ersten Weltkrieg und wurde mit der Hamburger Fußballlegende Adolf Jäger in einem Atemzug genannt. In seiner kurzen Karriere wurde stets seine außerordentliche Ballbehandlung und extreme Schnelligkeit hervorgehoben. Gemeinsam mit seinen Mitspielern Georg Krogmann und Willi Fick galt er als Herz der Kieler Meisterelf von 1912. 

### Nationalmannschaft
Möller bestritt innerhalb von zwei Jahren neun Länderspiele und erzielte vier Tore für die Nationalmannschaft des DFB.
Sein Debüt am 14. April 1911, beim 2:2-Unentschieden gegen die Nationalmannschaft Englands in Berlin, krönte er mit seinen ersten beiden Toren, den Treffern zum 1:1 in der 48. und zum 2:1 in der 50. Minute. Am 18. Juni 1911 bestritt er sein einziges Länderspiel, das er mit einem Sieg abschließen konnte. In Solna, nahe Stockholm, gewann er mit der Nationalmannschaft mit 4:2 über die Nationalmannschaft Schwedens. Von seinen folgenden sieben Länderspielen gingen sechs verloren. Sein letztes Länderspiel bestritt er am 23. November 1913 in Antwerpen bei der 2:6-Niederlage gegen die Nationalmannschaft Belgiens.

Möller (3. v.l.) und Mitspieler
der Meistermannschaft von 1912

## Erfolge
- Deutscher Meister 1912

## Sonstiges
Möller war beruflich neben seiner Fußballkarriere als Sekretär bei einer Intendantur beschäftigt.
1916 ist Möller im Ersten Weltkrieg an der Front gefallen.
Im Jahr 2018 wurde der Holstein-Kiel-Fanclub Gruppo Ernesto nach Ernst Möller benannt. Dabei ziert das Gesicht von Ernst Möller das Banner des Fanclubs.
Zu Ehren Ernst Möllers wurde im Dezember 2023 nach einer Fanbefragung die zukünftige Zufahrtstraße zum Holstein-Stadion auf den Namen Ernst-Möller-Straße getauft.